# Lopezija
Lopezija (lat. Lopezia), rod jednogodišnjeg raslinja i trajnica iz porodice vrbolikovki, smješten u tribus Lopezieae, dio potporodice Onagroideae.
Rod se satoji od 25 vrsta u Meksiku i Srednjoj Americi. Tipična je Lopezia racemosa Cav.

## Vrste
1. Lopezia ciliatula Plitmann, P. H. Raven & Breedlove
2. Lopezia clavata Brandegee
3. Lopezia concinna P. H. Raven
4. Lopezia conjugens Brandegee
5. Lopezia cornuta S. Watson
6. Lopezia galeottii Planch.
7. Lopezia gentryi (Munz) Plitmann, P. H. Raven & Breedlove
8. Lopezia gracilis S. Watson
9. Lopezia grandiflora Zucc.
10. Lopezia laciniata (Rose) M. E. Jones
11. Lopezia langmaniae Miranda
12. Lopezia longiflora Decne.
13. Lopezia lopezioides (Hook. & Arn.) Plitmann, P. H. Raven & Breedlove
14. Lopezia miniata DC.
15. Lopezia nuevo-leonis Plitmann, P. H. Raven & Breedlove
16. Lopezia oaxacana Rose
17. Lopezia ovata (Plitmann, P. H. Raven & Breedlove) Plitmann, P. H. Raven & Breedlove
18. Lopezia racemosa Cav.
19. Lopezia riesenbachia Plitmann, P. H. Raven & Breedlove
20. Lopezia semeiandra Plitmann, P. H. Raven & Breedlove
21. Lopezia sinaloensis Munz
22. Lopezia smithii Rose
23. Lopezia suffrutescens Munz
24. Lopezia trichota Schltdl.
25. Lopezia violacea Rose